# Eden (Medway)
Rijeka Eden (engleski: ˈiːdn̩) pritoka je rijeke Medway u Kentu na jugoistoku Engleske. Izvire u podnožju padine North Downs blizu Titseyja u Surreyu. Od izvora ide prema jugu kroz Oxted prije nego što skrene prema istoku da bi ušla u Kent. Nakon svoga toka kroz Edenbridge, protječe pored dvorca Hever, Eden se ulijeva u rijeku Medway u Penshurstu.

## Etimologija toponima
Rijeka 'Eden' je dobila ime po Edenbridgeu, od staroengleskog Eadhelms brycg (doslovno "Eadhelmov most") gdje je Eadhelm ime srednjovjekovne plemićke obitelji, a brycg staroengleski naziv za most (bridge).

## Kvalitet vode
Sliv rijeke Eden uglavnom je ruralni i poljoprivredni. Velik dio mliječne industrije, koji je prevladavao u ovom području, znatno se smanjio i zamijenjen je mješavinom poljoprivrede i stočarstva.
Mjesto na kojem se uzimaju uzorci za mjerenje kakvoće vode nalazi se istočno od Penshursta u ravnoj dolini okruženoj poljoprivrednim zemljištem koje nije šumovito. Iako u tom području nema industrije kvaliteta vode rijeke Eden uglavnom je loša zbog priljeva pročišćenih otpadnih voda iz dva prečistača koji opslužuju Edenbridge i Oxted. Pored tih pročistača, postoje i drugi znatno manji privatni zahvati na pročišćavanju otpadnih voda u cijelom slivu. Rijeka i njezini pritoci podržavaju grubo ribarstvo.

## Vodenice
Cijelim tokom rijeke Eden izgrađen je veliki broj vodenica koje su kroz povijest služile lokalnom stanovništvu za mljevenje žitarica, ali neke su bile izgrađene za preradu sukna uporabom stupa.

## Galerija
- Coltsford vodenica,
 sada vjenčani salon[8]
- Haxted vodenica[9]
- Honour's vodenica 2008.
 sada restoran[10]
- Chiddingstone vodenica[11]